# Dreamland (película de 2006)
Dreamland es una película dramática estadounidense que fue estrenada el 19 de diciembre de 2006.

## Trama
Audrey de 18 años (Agnes Bruckner) vive con su padre agorafóbico (John Corbett) en una comunidad remota en el desierto de Nueva México. Aunque Audrey desea ir a la universidad, ella pasa sus días cuidando a su padre, que no ha dejado su hogar desde que murió la madre de Audrey, y su mejor amiga Calista (Kelli Garner), que sueña en convertirse en Miss América pero luga con varias esclerosis.
El verano después que Audrey se gradúa de la secundaria, su mundo cambia para siempre cuando un hombre atractivo llamado Mookie (Justin Long) se muda al lado de su casa con su madre Mary (Gina Gershon) y su prometido, Herb (Chris Mulkey). Sabiendo cuánto Calista desea un romance, Audrey anima a Mookie a pedirle para salir a Calista en una cita. Obedece, y poco después Calista y él son pareja. Audrey, sin embargo, descubre sentimientos hacia Mookie, y mientras estos sentimientos crecen, es más y más difícil para ella ser la confiable y generosa que su padre y su mejor amiga siempre han querido que ella sea. 
Audrey, que ha cuidado de todos a su alrededor, finalmente cuida de ella misma, y aquellos cuyas vidas ella tocó debe encontrar la fuerza para dejarla ir.